# Rizzle Kicks
Rizzle Kicks é uma dupla inglesa de hip hop originada em Brighton composta por Jordan "Rizzle" Stephens (nascido a 25 de Janeiro de 1992) e Harley "Sylvester" Alexander-Sule (nascido a 23 de Novembro de 1991). O seu álbum de estreia, Stereo Typical, foi lançado a 31 de Outubro de 2011. Até Maio de 2012, Rizzle Kicks já havia movido mais de um milhão de singles e mais de seiscentos mil álbuns apenas no Reino Unido.
O grupo colaborou com o músico inglês Ed Sheeran em "Dreamers" em 2012.
Desde 2015, Alexander-Sule lançou músicas sob o nome artístico Jimi Charles Moody e, desde 2016, Stephens lançou músicas sob os nomes artísticos Wildhood e Al, the Native.

## Discografia
- Stereo Typical (2011)
- Roaring 20s (2013)